# Болгарский язык
Болга́рский язы́к (самоназвание: български език) — язык болгар, относящийся к южной подгруппе славянской группы индоевропейской языковой семьи. Официальный язык Республики Болгария. Один из официальных языков Европейского союза, Европейского совета, Европейского парламента и Европейского центрального банка. В основе письменности лежит кириллица. На болгарском написана обширная художественная и научная литература. Общее количество говорящих на болгарском языке в мире на 2023 год — около 10 миллионов человек.
В отличие от большинства славянских языков, для болгарского языка характерен ярко выраженный аналитизм: падежи почти исчезли (их  функции на себя взяли предлоги и порядок слов); используется определённый артикль. Среди славянских языков артикли имеют только болгарский язык и близкий к нему македонский язык.
Лексически болгарский язык довольно близок к церковнославянскому и до сих пор содержит множество слов, которые считаются архаичными в восточнославянских языках. По историческим причинам болгарский содержит также много слов тюркского происхождения. Примечательное сходство русского и болгарского лексиконов проходит именно через церковь, тогда как стилистически болгарскому гораздо ближе сербский, хорватский и македонский языки.

## Диалекты
Болгарский языковой ареал разделяется на две основные диалектные области — восточную и западную. Границей между этими областями, проходящей по территории Болгарии с севера на юг, является изофона произношения гласных на месте ѣ.
По классификации, опубликованной в издании «Болгарская диалектология» (под редакцией С. Стойкова), восточноболгарские говоры подразделяются на мизийские, балканские и рупские, а западноболгарские говоры — на северо-западные, юго-западные и крайнезападные. Согласно диалектологической карте болгарского языка, опубликованной отделением диалектологии и лингвистической географии Института болгарского языка, восточноболгарские говоры подразделяют на северо-восточные и юго-восточные, а западноболгарские говоры — на северо-западные и юго-западные.
Помимо различий в рефлексах праславянской ѣ, болгарские диалекты характеризуются различиями в произношении гласных на месте праславянской носовой гласной ѫ, в рефлексах сочетаний *tj, *dj, в наличии и степени редукции безударных гласных, в количестве и дистрибуции палатализованных согласных, в развитии членных форм, в наличии или отсутствии тех или иных форм косвенных падежей, во флексиях глаголов настоящего времени, в формах частиц для образования будущего времени и т. д.

## Письменность

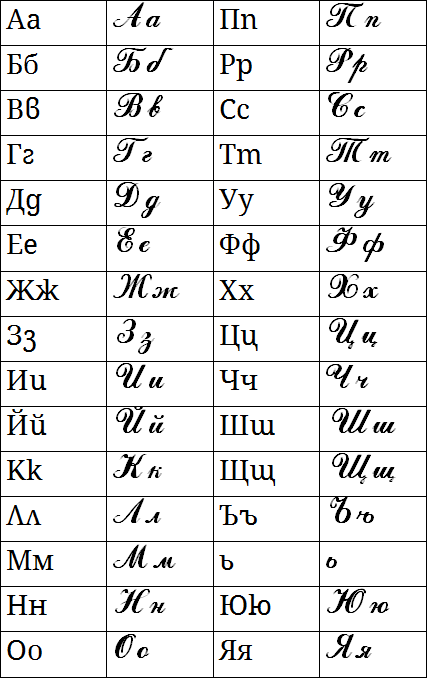

В основе болгарского алфавита (българска азбука) лежит кириллица, он состоит из 30 букв:
| буква | болгарское название | основной аллофон (МФА) | другие аллофоны |
| ----- | ------------------- | ---------------------- | --------------- |
| А а   | а                   | [a]                    |                 |
| Б б   | бъ                  | [b]                    |                 |
| В в   | въ                  | [v]                    |                 |
| Г г   | гъ                  | [g]                    |                 |
| Д д   | дъ                  | [d]                    |                 |
| Е е   | е                   | [ɛ]                    |                 |
| Ж ж   | жъ                  | [ʒ]                    |                 |
| З з   | зъ                  | [z]                    |                 |
| И и   | и                   | [i]                    |                 |
| Й й   | и кратко            | [j]                    |                 |
| К к   | къ                  | [k]                    |                 |
| Л л   | лъ                  | [l]                    |                 |
| М м   | мъ                  | [m]                    |                 |
| Н н   | нъ                  | [n]                    |                 |
| О о   | о                   | [ɔ]                    | [о]             |

| буква | болгарское название | основной аллофон (МФА) | другие аллофоны |
| ----- | ------------------- | ---------------------- | --------------- |
| П п   | пъ                  | [p]                    |                 |
| Р р   | ръ                  | [r]                    |                 |
| С с   | съ                  | [s]                    |                 |
| Т т   | тъ                  | [t]                    |                 |
| У у   | у                   | [u]                    |                 |
| Ф ф   | фъ                  | [f]                    |                 |
| Х х   | хъ                  | [x]                    |                 |
| Ц ц   | цъ                  | [t͡s]                   |                 |
| Ч ч   | чъ                  | [ʧ]                    |                 |
| Ш ш   | шъ                  | [ʃ]                    |                 |
| Щ щ   | штъ                 | [ʃt]                   |                 |
| Ъ ъ   | ер голям            | [ɤ̞]                    | [ə]             |
| Ь ь   | ер малък            | -                      |                 |
| Ю ю   | йу                  | [ju]                   | [u]             |
| Я я   | йа                  | [ja]                   | [jɐ]            |

В результате проведённой в 1945 году языковой реформы из болгарского алфавита были исключены буквы ять Ѣ (называемый «е двойно» — «е двойное») и юс большой Ѫ (голям юс). Ять был заменён на я или е, юс большой — на ъ. Реформа 1945 года также отменила написание букв ъ и ь на конце слов (градъ — современное град, царь — современное цар).
| до реформы        | после реформы  |
| ----------------- | -------------- |
| бѣли цѣлъ         | бели цял       |
| търгъ царь човѣкъ | търг цар човек |
| ще бѫдѫ тѣ сѫ     | ще бъда те са  |

## История
Болгарский язык относится к южной подгруппе славянских языков. В своём историческом развитии он прошёл четыре основных периода:
- предписьменный (до IX века),
- древнеболгарский (IX—XII века),
- среднеболгарский (XII—XVI века), и
- новоболгарский (XVI век — наши дни).

### Древнеболгарский
Болгарский язык первым из славянских языков получил письменную форму.
Начало формирования (письменного) древнеболгарского (известного также как старославянский и церковнославянский) языка связывается с созданием в 862 году Константином (Кириллом) и Мефодием славянской азбуки. В 885 г. князь Борис I принимает под своё покровительство учеников Кирилла и Мефодия, бежавших от преследований из Моравии. В 886 г. ученик Кирилла и Мефодия — Климент Охридский — был отправлен в город Охрид (на юго-западе нынешней Северной Македонии). Климент создал в Охриде книжную школу и по существу создал новый алфавит, адаптацию греческого и латинского алфавитов на лад болгарского языка. Климент назвал новый алфавит кириллицей по имени своего учителя. В этот период созданы древнейшие памятники старославянского письма, использующие как глаголицу, так и кириллицу.
На протяжении своей истории болгарский язык переживает ряд существенных изменений как в области фонетики, так и в области морфологии и синтаксиса. Значительная часть фонетических изменений болгарского языка, очевидно, была подготовлена его предшествующей фонетической эволюцией. Таковы, например, исчезновение особого звука «Ѣ», исчезновение носовых гласных и как следствие — «смена юсов» (то есть ошибочная замена на письме носового «О» (Ѫ) (большой юс) носовым гласным «Э» (Ѧ) (малый юс), и наоборот); прояснение и удлинение или отпадение сверхкратких звуков «Ъ» и «Ь» (так называемое «падение редуцированных»). Эта эволюция могла быть поддержана отсутствием данных звуков в языках соседних народов, с которыми болгары состояли в торговых и иных сношениях (в языке семиградских и македонских болгар, живших изолированно, носовые гласные, например, ещё долго сохранялись). Появление в Македонии XIV в. палатальных звуков «Ќ» и «Ѓ», возможно, объясняется влиянием сербского языка, который в связи с расширением сербского государства и усилением роли сербских феодалов стал на некоторое время общим литературным языком болгар и сербов (в Болгарии македонцев считают болгарской этнической группой, а не отдельным народом — отсюда и отношение к македонскому языку как к диалекту).

### Среднеболгарский
Произошедшие коренные изменения в грамматическом строе болгарского языка, такие как исчезновение ряда падежных и глагольных форм, появление членных форм (форм с постпозитивным артиклем -ът(а)-,  -та, -то, -те) и общий поворот к аналитическому строю языка в болгарском языке XV—XVI веков могут быть отчасти объяснены совпадением некоторых звуков, а следовательно и окончаний (например, окончания именительного падежа единственного числа женского рода -а с окончаниями винительного падежа). Другой причиной могло быть влияние соседних языков, например албанского, греческого и особенно румынского языка, в котором наблюдается та же картина. Влияния эти не были, однако, сильны, хотя болгары этой эпохи, согласно историческим свидетельствам, были сильнее всего связаны именно с румынами; определённое значение могло иметь также влияние турецкого языка, но последнее - за некоторыми исключениями (например, распространённые в болгарском языке суффиксы «-лия-», «-лък-» и «-джия-»), сказалось в основном в лексике. Наконец, ускорению процесса разложения старого синтетического строя болгарского языка и возникновению нового аналитического строя могла способствовать смена языка болгарских феодалов и духовенства языком народной массы. При завоевании Болгарии турками боярство и духовенство были частью уничтожены, частью изгнаны, частью отуречены. В последующую эпоху турецкого владычества все классы Болгарии находились до известной степени в одинаково бесправном положении («райя»). Это, при наличии преследования литературного болгарского языка, должно было выдвинуть на первый план язык народной массы.

### Новоболгарский

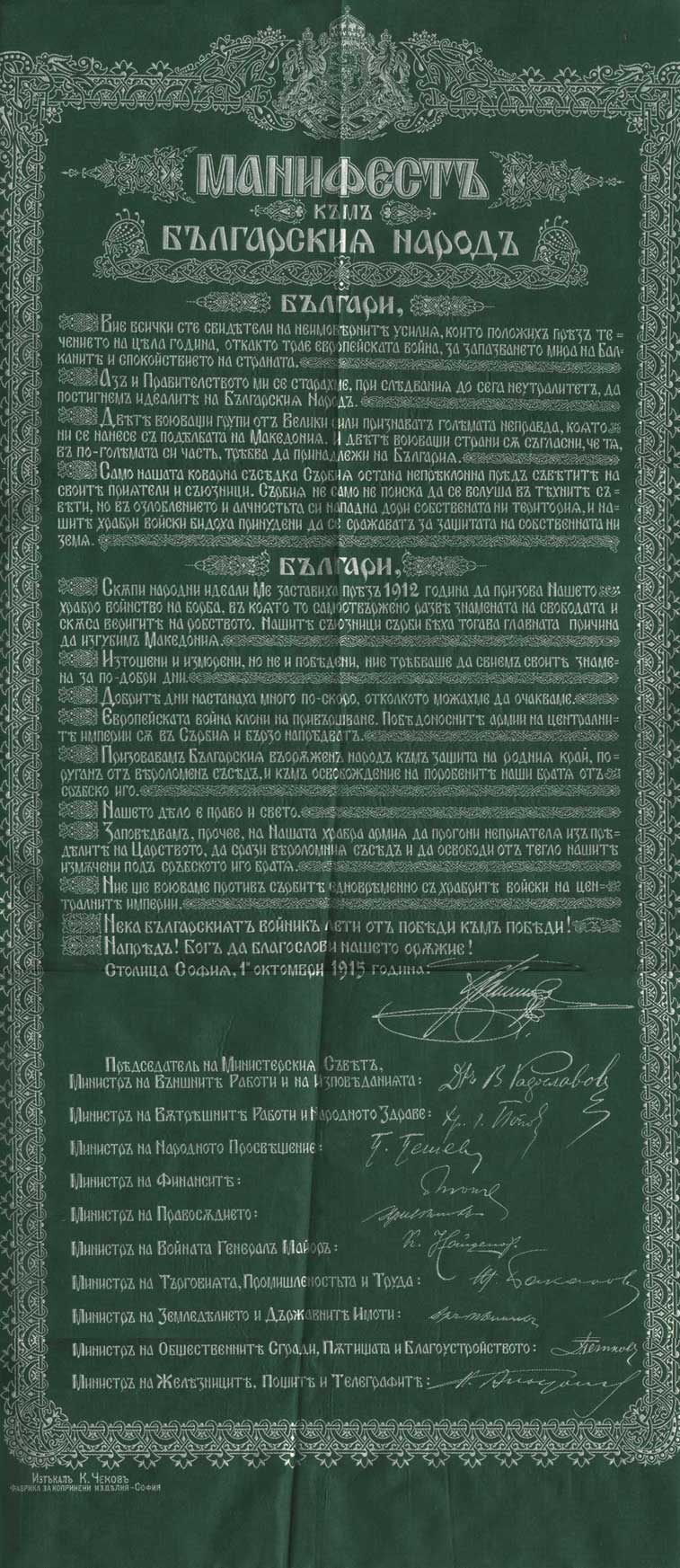
Манифест болгарского царя Фердинанда І, объявляющий войну Сербии, в дореформенной орфографии

Языковые контакты с соседними балканскими неславянскими языками и последовательность культурных влияний отразилась на лексике болгарского языка. Необходимость заимствования древнеболгарским языком ряда слов производственной, экономической и религиозной сферы из балканского субстрата, как и из новогреческого, турецкого и западноевропейских языков была вызвана процессами и связями в экономической и политической жизни с соседними народами. Тюркоязычные племена протоболгар, смешавшиеся с местными славянскими племенами в самом начале этногенеза болгарского народа, внесли самый первый, хотя и незначительный, вклад в тюркоязычный пласт болгарского языка. С XIV века болгарский язык, в результате завоевания Болгарии турками, подвергся сильному воздействию со стороны османско-турецкого языка: в середине XIX века из 30 тысяч болгарских слов около 5 тысяч были турецкого (в том числе персидского и арабского) происхождения; можно полагать, что ранее доля заимствований была ещё выше; в XVIII веке, например, в некоторых частях Болгарии (в Северо-восточной Болгарии и в окрестностях Варны) болгарский язык под давлением турецкого почти полностью вышел из употребления, а население восприняло турецкий язык, иногда сохраняя при этом принадлежность к православной церкви (например, в Варне). Среди массы турецких слов, проникших в болгарский язык, следует отметить обозначения наиболее распространённых у турок орудий производства (стадо, жеребец, загон), экономических и общественных отношений (торговля, богач). Греческий язык также оказал заметное влияние на все сферы болгарского языка, но сильнее всего греческое влияние проявлялось в церковной терминологии и словах высокого стиля.
Но самые существенные изменения связаны с формированием современного литературного болгарского языка, начавшимся в период Болгарского национального возрождения (вторая половина XVIII века — 1878 год). Кроме изменений в лексике, таких как, например, замена тюркизмов славянскими аналогами, в болгарском языке происходят и изменения морфологии — окончательно исчезают падежные формы и инфинитив глагола, а литературный язык воспринимает употребление определённого артикля («член»). Эти особенности, наряду с другими, такими как, например, наличие девяти глагольных времён и четырёх наклонений, сильно отличают болгарский от всех других славянских языков.

## Лингвистическая характеристика

### Фонетика и фонология
|                | Передний ряд | Средний ряд | Задний ряд |
| -------------- | ------------ | ----------- | ---------- |
| Верхний подъём | /i/          |             | /u/        |
| Средний подъём | /e/          | /ɤ/         | /o/        |
| Нижний подъём  |              | /a/         |            |

|               |               | Губные  | Губные | Переднеязычные | Переднеязычные | Среднеязычные | Заднеязычные | Заднеязычные |
| Твёрдые       | Мягкие        | Твёрдые | Мягкие | Твёрдые        | Мягкие         | Среднеязычные |              |              |
| ------------- | ------------- | ------- | ------ | -------------- | -------------- | ------------- | ------------ | ------------ |
| Носовые       | Носовые       | /m/     | /mʲ/   | /n/            | /nʲ/           |               |              |              |
| Взрывные      | Звонкие       | /b/     | /bʲ/   | /d/            | /dʲ/           |               | /g/          | /gʲ/         |
| Взрывные      | Глухие        | /p/     | /pʲ/   | /t/            | /tʲ/           |               | /k/          | /kʲ/         |
| Аффрикаты     | Аффрикаты     |         |        | /ts/           | /tsʲ/          | /tʃ/          |              |              |
| Фрикативные   | Звонкие       | /v/     | /vʲ/   | /z/            | /zʲ/           | /ʒ/           |              |              |
| Фрикативные   | Глухие        | /f/     | /fʲ/   | /s/            | /sʲ/           | /ʃ/           | /x/          | /xʲ/         |
| Аппроксиманты | Аппроксиманты |         |        | /l/            | /lʲ/           | /j/           |              |              |
| Дрожащие      | Дрожащие      |         |        | /r/            | /rʲ/           |               |              |              |

Сонанты «р», «л» (слогообразующие согласные), существовавшие в древнеболгарском языке, дали в современном болгарском сочетание сонорных «р», «л» и гласного «ъ». Корневой гласный «ъ» становится так называемым «беглым», и может менять своё местоположение и произноситься перед сонорным согласным или после него: аз държа (я держу), но дръж (держи!).

### Морфология
Грамматические числа в болгарском языке в основном такие же, как в русском — единственное и множественное, но у существительных мужского рода есть особая так называемая счётная («бро̀йна») форма. У существительных, имеющих такую форму, ударение никогда не падает на последний слог. Примеры: един стол (один стул), два сто̀ла (два стула), осемнадесет сто̀ла (восемнадцать стульев), много столове (много стульев); един кон (один конь), два ко̀ня (два коня́), двадесет ко̀ня (двадцать коней), няколко ко̀ня (несколько коней), много коне (много коней). Эта форма используется только для существительных, не обозначающих людей, например нельзя сказать *два министъра, а двама министри.
В болгарском языке имеются остаточные падежные формы у личных местоимений: краткая форма — ще го видя (вин., я его увижу), да му дам (дат., чтобы дать ему); полная форма — при него има вода (род., у него есть вода), на него е съдено (дат., ему суждено) и у вопросительных местоимений: Кого виждаш? (Кого ты видишь?) и На кого е съдено? (кому суждено?). Собственные имена существительные очень часто имеют форму звательного падежа, например, Иване, Петре, жено (жена моя!).

#### Числительное
| Число   | Количественные                                        | Количественные                                        | Количественные                                        | Порядковые                                             | Порядковые                                             | Порядковые                                             | Порядковые                                             |
| Число   | м. р.                                                 | ж. р.                                                 | ср. р.                                                | м. р.                                                  | ж. р.                                                  | ср. р.                                                 | мн. ч.                                                 |
| ------- | ----------------------------------------------------- | ----------------------------------------------------- | ----------------------------------------------------- | ------------------------------------------------------ | ------------------------------------------------------ | ------------------------------------------------------ | ------------------------------------------------------ |
| 1       | един                                                  | една                                                  | едно                                                  | първи                                                  | първа                                                  | първо                                                  | първи                                                  |
| 1       | искл. - мн. ч. едни                                   |                                                       |                                                       | първи                                                  | първа                                                  | първо                                                  | първи                                                  |
| 2       | два                                                   | две                                                   | две                                                   | втори                                                  | втора                                                  | второ                                                  | втори                                                  |
| 3       | три                                                   | три                                                   | три                                                   | трети                                                  | трета                                                  | трето                                                  | трети                                                  |
| 4       | че́тири                                                | че́тири                                                | че́тири                                                | четвъ́рти                                               | четвърта                                               | четвърто                                               | четвърти                                               |
| 5       | пет                                                   | пет                                                   | пет                                                   | пети                                                   | пета                                                   | пето                                                   | пети                                                   |
| 6       | шест                                                  | шест                                                  | шест                                                  | шести                                                  | шеста                                                  | шесто                                                  | шести                                                  |
| 7       | седем                                                 | седем                                                 | седем                                                 | седми                                                  | седма                                                  | седмо                                                  | седми                                                  |
| 8       | осем                                                  | осем                                                  | осем                                                  | осми                                                   | осма                                                   | осмо                                                   | осми                                                   |
| 9       | девет                                                 | девет                                                 | девет                                                 | девети                                                 | девета                                                 | девето                                                 | девети                                                 |
| 10      | десет                                                 | десет                                                 | десет                                                 | десети                                                 | десета                                                 | десето                                                 | десети                                                 |
| 11      | единадесет                                            | единадесет                                            | единадесет                                            | единадесети                                            | единадесета                                            | единадесето                                            | единаддесети                                           |
| 12      | дванадесет                                            | дванадесет                                            | дванадесет                                            | дванадесети                                            | дванадесета                                            | дванадесето                                            | дванадесети                                            |
| 13      | тринадесет                                            | тринадесет                                            | тринадесет                                            | тринадесети                                            | тринадесета                                            | тринадесето                                            | тринадесети                                            |
| 14      | четиринадесет                                         | четиринадесет                                         | четиринадесет                                         | четиринадесети                                         | четиринадесета                                         | четиринадесето                                         | четиринадесети                                         |
| 15      | петнадесет                                            | петнадесет                                            | петнадесет                                            | петнадесети                                            | петнадесета                                            | петнадесето                                            | петнадесети                                            |
| 16      | шестнадесет                                           | шестнадесет                                           | шестнадесет                                           | шестнадесети                                           | шестнадесета                                           | шестнадесето                                           | шестнадесети                                           |
| 17      | седемнадесет                                          | седемнадесет                                          | седемнадесет                                          | седемнадесети                                          | седемнадесета                                          | седемнадесето                                          | седемнадесети                                          |
| 18      | осемнадесет                                           | осемнадесет                                           | осемнадесет                                           | осемнадесети                                           | осемнадесета                                           | осемнадесето                                           | осемнадесети                                           |
| 19      | деветнадесет                                          | деветнадесет                                          | деветнадесет                                          | деветнадесети                                          | деветнадесета                                          | деветнадесето                                          | деветнадесети                                          |
| 20      | двадесет                                              | двадесет                                              | двадесет                                              | двадесети                                              | двадесета                                              | двадесето                                              | двадесети                                              |
| 21      | двадесет и един                                       | двадесет и една                                       | двадесет и едно                                       | двадесет и първи                                       | двадесет и първа                                       | двадесет и първо                                       | двадесет и първи                                       |
| 22      | двадесет и два                                        | двадесет и две                                        | двадесет и две                                        | двадесет и втори                                       | двадесет и втора                                       | двадесет и второ                                       | двадесет и втори                                       |
| 23      | двадесет и три                                        | двадесет и три                                        | двадесет и три                                        | двадесет и трети                                       | двадесет и трета                                       | двадесет и трето                                       | двадесет и трети                                       |
| 24      | двадесет и четири                                     | двадесет и четири                                     | двадесет и четири                                     | двадесет и четвърти                                    | двадесет и четвърта                                    | двадесет и четвърто                                    | двадесет и четвърти                                    |
| 25      | двадесет и пет                                        | двадесет и пет                                        | двадесет и пет                                        | двадесет и пети                                        | двадесет и пета                                        | двадесет и пето                                        | двадесет и пети                                        |
| 26      | двадесет и шест                                       | двадесет и шест                                       | двадесет и шест                                       | двадесет и шести                                       | двадесет и шеста                                       | двадесет и шесто                                       | двадесет и шести                                       |
| 27      | двадесет и седем                                      | двадесет и седем                                      | двадесет и седем                                      | двадесет и седми                                       | двадесет и седма                                       | двадесет и седмо                                       | двадесет и седми                                       |
| 28      | двадесет и осем                                       | двадесет и осем                                       | двадесет и осем                                       | двадесет и осми                                        | двадесет и осма                                        | двадесет и осмо                                        | двадесет и осми                                        |
| 29      | двадесет и девет                                      | двадесет и девет                                      | двадесет и девет                                      | двадесет и девети                                      | двадесет и девета                                      | двадесет и девето                                      | двадесет и девети                                      |
| 30      | тридесет                                              | тридесет                                              | тридесет                                              | тридесети                                              | тридесета                                              | тридесето                                              | тридесети                                              |
| 31      | тридесет и един                                       | тридесет и една                                       | тридесет и едно                                       | тридесет и първи                                       | тридесет и първа                                       | тридесет и първо                                       | тридесет и първи                                       |
| 32      | тридесет и два                                        | тридесет и две                                        | тридесет и две                                        | тридесет и втори                                       | тридесет и втора                                       | тридесет и второ                                       | тридесет и втори                                       |
| 33      | тридесет и три                                        | тридесет и три                                        | тридесет и три                                        | тридесет и трети                                       | тридесет и трета                                       | тридесет и трето                                       | тридесет и трети                                       |
| 40      | четиридесет                                           | четиридесет                                           | четиридесет                                           | четиридесети                                           | четиридесета                                           | четиридесето                                           | четиридесети                                           |
| 50      | петдесет                                              | петдесет                                              | петдесет                                              | петдесети                                              | петдесета                                              | петдесето                                              | петдесети                                              |
| 60      | шестдесет                                             | шестдесет                                             | шестдесет                                             | шестдесети                                             | шестдесета                                             | шестдесето                                             | шестдесети                                             |
| 70      | седемдесет                                            | седемдесет                                            | седемдесет                                            | седемдесети                                            | седемдесета                                            | седемдесето                                            | седемдесети                                            |
| 80      | осемдесет                                             | осемдесет                                             | осемдесет                                             | осемдесети                                             | осемдесета                                             | осемдесето                                             | осемдесети                                             |
| 90      | деветдесет                                            | деветдесет                                            | деветдесет                                            | деветдесети                                            | деветдесета                                            | деветдесето                                            | деветдесети                                            |
| 100     | сто                                                   | сто                                                   | сто                                                   | стотен                                                 | стотна                                                 | стотно                                                 | стотни                                                 |
| 101     | сто и един                                            | сто и една                                            | сто и едно                                            | сто и първи                                            | сто и първа                                            | сто и първо                                            | сто и първи                                            |
| 102     | сто и два                                             | сто и две                                             | сто и две                                             | сто и втори                                            | сто и втора                                            | сто и второ                                            | сто и втори                                            |
| 103     | сто и три                                             | сто и три                                             | сто и три                                             | сто и трети                                            | сто и трета                                            | сто и трето                                            | сто и трети                                            |
| 200     | двеста                                                | двеста                                                | двеста                                                | двустотен                                              | двустотна                                              | двустотно                                              | двустотни                                              |
| 300     | триста                                                | триста                                                | триста                                                | тристотен                                              | тристотна                                              | тристотно                                              | тристотни                                              |
| 400     | четиристотин                                          | четиристотин                                          | четиристотин                                          | четиристотен                                           | четиристотна                                           | четиристотно                                           | четиристотни                                           |
| 500     | петстотин                                             | петстотин                                             | петстотин                                             | петстотен                                              | петстотна                                              | петстотно                                              | петстотни                                              |
| 978     | деветстотин седемдесет и осем                         | деветстотин седемдесет и осем                         | деветстотин седемдесет и осем                         | деветстотин седемдесет и осми                          | деветстотин седемдесет и осма                          | деветстотин седемдесет и осмо                          | деветстотин седемдесет и осми                          |
| 1000    | хиляда                                                | хиляда                                                | хиляда                                                | хиляден                                                | хилядна                                                | хилядно                                                | хилядни                                                |
| 1001    | хиляда и един                                         | хиляда и една                                         | хиляда и едно                                         | хиляда и първи                                         | хиляда и първа                                         | хиляда и първо                                         | хиляда и първи                                         |
| 1101    | хиляда сто и един                                     | хиляда сто и една                                     | хиляда сто и едно                                     | хиляда сто и първи                                     | хиляда сто и първа                                     | хиляда сто и първо                                     | хиляда сто и първи                                     |
| 2000    | две хиляди                                            | две хиляди                                            | две хиляди                                            | двехиляден                                             | двехилядна                                             | двехилядно                                             | двехилядни                                             |
| 2156    | две хиляди сто петдесет и шест                        | две хиляди сто петдесет и шест                        | две хиляди сто петдесет и шест                        | двехиляди сто петдесет и шести                         | двехиляди сто петдесет и шеста                         | двехиляди сто петдесет и шесто                         | двехиляди сто петдесет и шести                         |
| 3000    | три хиляди                                            | три хиляди                                            | три хиляди                                            | трихиляден                                             | трихилядна                                             | трихилядно                                             | трихилядни                                             |
| 4000    | четири хиляди                                         | четири хиляди                                         | четири хиляди                                         | четирихиляден                                          | четирихилядна                                          | четирихилядно                                          | четирихилядни                                          |
| 5000    | пет хиляди                                            | пет хиляди                                            | пет хиляди                                            | петхиляден                                             | петхилядна                                             | петхилядно                                             | петхилядни                                             |
| 10000   | десет хиляди                                          | десет хиляди                                          | десет хиляди                                          | десетхиляден                                           | десетхилядна                                           | десетхилядно                                           | десетхилядни                                           |
| 19000   | деветнадесет хиляди                                   | деветнадесет хиляди                                   | деветнадесет хиляди                                   | деветнадесетхиляден                                    | деветнадесетхилядна                                    | деветнадесетхилядно                                    | деветнадесетхилядни                                    |
| 163279  | сто шестдесет и три хиляди двеста седемдесет, и девет | сто шестдесет и три хиляди двеста седемдесет, и девет | сто шестдесет и три хиляди двеста седемдесет, и девет | сто шестдесет и три хиляди двеста седемдесет, и девети | сто шестдесет и три хиляди двеста седемдесет, и девета | сто шестдесет и три хиляди двеста седемдесет, и девето | сто шестдесет и три хиляди двеста седемдесет, и девети |
| 1000000 | един милион                                           | един милион                                           | един милион                                           | милионен                                               | милионна                                               | милионно                                               | милионни                                               |
| 2000000 | два милиона                                           | два милиона                                           | два милиона                                           | двумилионен                                            | двумилионна                                            | двумилионно                                            | двумилионни                                            |
| 1⋅109   | милиард                                               | милиард                                               | милиард                                               | милиарден                                              | милиардна                                              | милиардно                                              | милиардни                                              |
| 1⋅1012  | трилион                                               | трилион                                               | трилион                                               | трилионен                                              | трилионна                                              | трилионно                                              | трилионни                                              |
| 1⋅1015  | квадрилион                                            | квадрилион                                            | квадрилион                                            | квадрилионен                                           | квадрилионна                                           | квадрилионно                                           | квадрилионни                                           |

#### Местоимение
В отличие от имён существительных и прилагательных, некоторые местоимения (прежде всего личные) имеют формы именительного, винительного и дательного падежей.
| Число | Падеж | 1-е лицо    | 2-е лицо    | 3-е лицо | 3-е лицо | 3-е лицо | Возвратное местоимение |
| Число | Падеж | 1-е лицо    | 2-е лицо    | м. р.    | ж. р.    | ср. р.   | Возвратное местоимение |
| Ед.   | Им.   | аз          | ти          | той      | тя       | то       | -                      |
| Ед.   | Вин.  | ме́не мен ме | те́бе теб те | не́го го  | нея я    | не́го го  | се́бе се                |
| Ед.   | Дат.  | ме́не мен ми | те́бе теб ти | не́му му  | ней и́    | нему му  | се́бе си                |
| Мн.   | Им.   | ние ний     | вие вий     | те       | те       | те       | -                      |
| Мн.   | Вин.  | нас ни      | вас ви      | тях ги   | тях ги   | тях ги   | тях ги                 |
| Мн.   | Дат.  | нам ни      | вам ви      | тям им   | тям им   | тям им   | тям им                 |

| Число | Лицо            | м. р. | ж. р.  | ср. р. | мн. ч. (для всех родов) |
| Ед.   | 1               | мой   | мо́я    | мо́е    | мо́и                     |
| Ед.   | 2               | твой  | тво́я   | тво́е   | тво́и                    |
| Ед.   | 3 (м. и ср. р.) | не́гов | не́гова | не́гово | не́гови                  |
| Ед.   | 3 (ж. р.)       | не́ин  | не́йна  | не́йно  | не́йни                   |
| Мн.   | 1               | наш   | на́ша   | на́ше   | на́ши                    |
| Мн.   | 2               | ваш   | ва́ша   | ва́ше   | ва́ши                    |
| Мн.   | 3               | те́хен | тя́хна  | тя́хно  | те́хни                   |

Местоимение не́гов употребляется в том случае, если лицо мужского или среднего рода, не́ин — если лицо женского рода. Напр., не́гов мо́лив «его карандаш», не́ин мо́лив «её карандаш»; не́гова кни́га «его книга», не́йна кни́га «её книга».
Возвратные местоимения имеют следующие притяжательные формы: «свой, сво́я, сво́е; сво́и».
Краткие формы притяжательного и возвратного местоимений омонимичны кратким формам личного и возвратного местоимений в дат. п.: ми, ти, му, и́, ни, ви, им, си. Ма́йка ми «моя мать», баща́ му «его отец», сестри́те ви «ваши сёстры», брат и́ «её брат».

#### Артикль
Артикли (члени) применяются в болгарском для определения объекта разговора касательно его подтекста, причём, в отличие от языков романской группы, используются только в определённой форме (то есть неопределённая подразумевается во всех остальных случаях). Разницу между применением определённой и неопределённой форм составляет вопрос «Какой?», на который может быть только два ответа: «какой-то» (неопределённая форма) или же «тот, который» (определённая форма). То же самое касается женского и среднего родов, например:
- Аз съм водач → «Я — руководитель» (то есть «Я — один из числа руководителей», следовательно, определения не требуется);
- Аз съм водачът на търговска фирма → «Я — руководитель коммерческой фирмы» (то есть «Я — тот, кто руководит какой-то там фирмой», следовательно, определению подлежит лишь руководящее лицо);
- Аз съм водачът на търговската фирма «Echo» → «Я — руководитель коммерческой фирмы „Echo“» (то есть «Я — тот, кто руководит той фирмой, которая носит название „Echo“», следовательно и само лицо, и фирма должны быть определены).

Болгарский определённый артикль («определителен член»), как и в румынском языке, является постпозитивным (см. Расположение артикля). Кроме того, для существительных и прилагательных мужского рода есть две формы: «полный член» -ът (при окончании на твёрдую согласную)/-ят (при окончании на мягкую согласную) для подлежащего и «неполный член», аналогично, -а/-я для дополнения. Например: пътят влиза в града («дорога входит в город») и градът се виждаше от пътя («город был виден с дороги»). Разделение появилось в результате реформы 1945 года, до реформы восточные диалекты использовали исключительно неполный член, а западные — полный. В некоторых регионах до сих пор можно найти употребление полного члена в дополнении. Для женского, среднего, и множественного родов используются артикли -та, -то и -те независимо от окончания слов.

#### Глагол
Имеет такие категории: лицо, число, вид, время, залог и наклонение. Кроме того, болгарские глаголы делятся на три большие группы — спряжения (в отличие от русского языка, в болгарском сохранилось старое спряжение с тематическим гласным -а-). Как и в русском языке, у болгарского глагола два числа и три лица.
Система видов в болгарском языке включает совершенный и несовершенный вид, как и в русском. Способы образования вторичных глаголов совершенного и несовершенного вида в целом сходны с русскими (приставочный и суффиксальный способы): пиша — напиша, плача — поплача, видя — виждам, отворя — отварям.
В болгарском языке сохранились старые формы прошедшего времени глагола — аорист, перфект, имперфект и плюсквамперфект, которые были утрачены большинством славянских языков, включая русский. В болгарском языке есть 4 наклонения: кроме трёх общих для славянских языков наклонений (изъявительного, повелительного и сослагательного), в болгарском есть ещё четвёртое — пересказывательное наклонение, которое используется для описания действий, свидетелем которых говорящий не был, то есть которые для говорящего не являются полностью достоверными.
Важным отличием от подавляющего большинства славянских языков является отсутствие в болгарском языке инфинитива. Словарной формой глагола является форма 1 л. ед. ч. настоящего времени: пиша, чета, говоря, давам. Вместо инфинитива в болгарском языке часто используется конструкция с частицей «да» и формой настоящего времени: искам да напиша писмо — хочу написать письмо.

##### Изъявительное наклонение
Действие действительно происходит, говорящий является свидетелем: Ядеш хляба с чубрица.

##### Повелительное наклонение (императив)
Говорящий требует совершения действия: Яжте хляба с чубрица! (2 л., мн. ч.)

##### Условное наклонение (кондиционал)
Говорящий предполагает, что при наличии определённого условия действие будет совершено: Ако имаше хляб, би ли го ял с чубрица?
Условное наклонение также используется при учтивых просьбах: Би ли ми подал чадъра?

##### Пересказывательное наклонение (ренаратив)
Говорящий не был прямым свидетелем: «Той изял хляба с чубрица».

##### Настоящее время (сегашно време)
В отличие от русского языка, настоящее время глаголов совершенного вида не имеет значения будущего времени и употребляется только в придаточных предложениях и «да»-конструкциях. Настоящее время глаголов несовершенного вида употребляется примерно так же, как в русском языке. Образцы спряжения (искам — хотеть, търся — искать, чета — читать):
- аз искам, търся, чета
- ти искаш, търсиш, четеш
- той иска, търси, чете
- ние искаме, търсим, четем
- вие искате, търсите, четете
- те искат, търсят, четат

##### Аорист (минало свършено време)
В русском языке форма аориста вышла из употребления, в то время как в болгарском она является одной из наиболее употребимых форм глагола. Аорист образуется от глаголов обоих видов и обозначает одиночное действие в прошедшем, которое не связано с настоящим: «вчера написах писмо на майка — вчера я написал письмо маме». Аорист глаголов несовершенного вида передаёт однократное длительное действие, которое прервалось или завершилось к моменту речи: «той не спа цяла нощ — он не спал целую ночь». Примеры спряжения:
- аз исках, търсих, четох
- ти иска, търси, чете
- той иска, търси, чете
- ние искахме, търсихме, четохме
- вие искахте, търсихте, четохте
- те искаха, търсиха, четоха

##### Имперфект (минало несвършено време)
Форма имперфекта также отсутствует в современном русском языке. В болгарском языке она, напротив, достаточно широко употребима. Имперфект от глаголов несовершенного вида обозначает действие в прошедшем, которое 
1. длилось и не прекращалось в определённый момент в прошедшем «като излязохме навън, видяхме че валеше — когда мы вышли на улицу, увидели, что шёл дождь»;
2. регулярно повторялось в определённый период в прошедшем: «цялата есен всеки ден валеше — всю осень каждый день шёл дождь».

Имперфект от глаголов совершенного вида в болгарском языке употребляется фактически только в придаточных предложениях после предлогов «като, когато, щом» для описания ряда повторяющихся завершённых действий в прошедшем: «като подадяха книги на библиотекарката, тя записваше информацията от картичките в големия журнал — как они подавали книги библиотекарю, она записывала информацию с карточек в большой журнал». Примеры спряжения:
- аз исках, търсех, четях
- ти искаше, търсеше, четеше
- той искаше, търсеше, четеше
- ние искахме, търсехме, четяхме
- вие искахте, търсехте, четяхте
- те искаха, търсеха, четяха

##### Перфект (минало неопределено време)
Перфект в болгарском языке соответствует русскому прошедшему времени, но, в отличие от русского, употребляется со вспомогательным глаголом «съм (быть)». Он означает действие, которое совершилось в прошедшем, но имеет логический результат в настоящем: «аз никога не съм бил в България — я никогда не был в Болгарии». Время действия большой роли не играет. Примеры спряжения:
- аз съм искал/-a, търсил/-a, чел/-a
- ти си искал/-a, търсил/-a, чел/-a
- той е искал/-a/-o, търсил/-a/-o, чел/-a/-o
- ние сме искали, търсили, чели
- вие сте искали, търсили, чели
- те са искали, търсили, чели

Плюсквамперфект (минало предварително време)
Третья сохранившаяся форма прошедшего времени в болгарском языке, которая была утрачена русским литературным языком — это форма прошедшего предварительного времени. Она обозначает действие, которое произошло ранее какого-то другого действия или определённого момента в прошлом: «като дойдохме, той беше написал писмото — когда мы пришли, он (уже) написал письмо». Примеры спряжения:
- аз бях искал/-a, търсил/-a, чел/-a
- ти беше искал/-a, търсил/-a, чел/-a
- той беше искал/-a/-o, търсил/-a/-o, чел/-a/-o
- ние бяхме искали, търсили, чели
- вие бяхте искали, търсили, чели
- те бяха искали, търсили, чели

##### Будущее время
Будущее время в болгарском языке, в отличие от русского, образуется одинаково для глаголов совершенного и несовершенного вида — с помощью частицы «ще» (которая по происхождению является формой 3 л. ед. ч. наст. времени глагола «ща») и настоящего времени глагола.
Оно тоже, как и прошедшее время, имеет 4 формы.
Будущее:
- аз ще искам, търся, чета
- ти ще искаш, търсиш, четеш
- той ще иска, търси, чете
- ние ще искаме, търсим, четем
- вие ще искате, търсите, четете
- те ще искат, търсят, четат

Отрицательная форма будущего времени образуется особо:
- аз няма да искам, търся, чета
- ти няма да искаш, търсиш, четеш
- той няма да иска, търси, чете
- ние няма да искаме, търсим, четем
- вие няма да искате, търсите, четете
- те няма да искат, търсят, четат

Будущее предварительное:
- ще съм хо̀дил(а), ще си хо̀дил(а), ще е хо̀дил(а), ще сме хо̀дили, ще сте хо̀дили, ще са хо̀дили

Отрицательная форма:
- няма да съм хо̀дил(а), няма да си хо̀дил(а), няма да е хо̀дил(а), няма да сме хо̀дили, няма да сте хо̀дили, няма да са хо̀дили

Будущее в прошлом:
- щях да хо̀дя, щеше да хо̀диш, щеше да хо̀ди, щяхме да хо̀дим, щяхте да хо̀дите, щяха да хо̀дят

Отрицательная форма:
- нямаше да хо̀дя, нямаше да хо̀дѝш, нямаше да хо̀ди, нямаше да хо̀дим, нямаше да хо̀дите, нямаше да хо̀дят'

Будущее предварительное в прошлом:
- щях да съм хо̀дил, щеше да си хо̀дил, щеше да е хо̀дил, щяхме да сме хо̀дили, щяхте да сте хо̀дили, щяха да са хо̀дили

Отрицательная форма:
- нямаше да съм хо̀дил(а), нямаше да си хо̀дил(а), нямаше да е хо̀дил(а), нямаше да сме хо̀дили, нямаше да сте хо̀дили, нямаше да са хо̀дили

### Лексика
Лексика болгарского языка отражает различные исторические этапы его развития. Исконная лексика носит преимущественно общеславянский характер. Далее, в хронологическом порядке различают слои грецизмов, турцизмов и русизмов. Имеются заимствования из румынского языка, а также интернационализмы латинского, греческого и английского происхождения (англицизмы). В XIX веке болгарские пуристы-«будители» активно заменяли многочисленные турцизмы заимствованиями из русского литературного языка, благодаря чему лексический фонд обоих языков отчасти является схожим.
В число русизмов и других заимствований из родственных славянских языков входят:
- церковнославянизмы с чертами русской редакции: прича́стие, разпя́тие «распятие», съпру́г «супруг», възмуще́ние «возмущение» и другие;
- заимствования XIX — начала XX веков: зада́ча, нача́ло, поня́тие, ща́стие «счастье», парахо́д «пароход», къ́нки «коньки», необя́тен «необъятный», вероя́тен «вероятный», стара́я се «стараться», наблюда́вам «наблюдать», уважа́вам «уважать» и другие.
- заимствования новейшего времени: отли́чник, устано́вка, очи́стка и другие.

## Образец текста
Статья 1 Всеобщей декларации прав человека:

Всички хора се раждат свободни и равни по достойнство и права. Те са надарени с разум и съвест и следва да се отнасят помежду си в дух на братство.
Перевод:

Все люди рождаются свободными и равными в своём достоинстве и правах. Они наделены разумом и совестью и должны поступать в отношении друг друга в духе братства.